# Sinceridade
Sinceridade é definida como a expressão externa de sentimentos e pensamentos alinhados com a realidade vivida pela pessoa. Essa definição tem implícita a ideia de interação com outros, uma vez que a sinceridade é avaliada na medida em que o "eu" é representado de forma verdadeira e honesta perante outros. Basicamente, sinceridade é a virtude de quem se comunica e age de acordo com a totalidade de seus sentimentos, crenças, pensamentos e desejos.  Sinceridade é utilizada para definir um traço de caráter ou mesmo a personalidade de uma pessoa.

## Origem
Em latim, sine cera significa sem cera. Para reter água, as panelas de barro tinham que ser feitas de uma única peça e, é claro, impermeáveis. Como pode acontecer que uma panela se quebre por várias razões, a cera seria usada para esconder as rachaduras. Em contato com a água, a cera fica encharcada e a água começa a vazar pelas rachaduras, tornando a panela inutilizável. A sine cera era, portanto, a garantia de um objeto genuíno. Metaforicamente falando, ser sincero significa estar “sem cera”, que não está usando máscara. Aqueles vasos que não foram finalizados com cera foram inscritos Sine Cera para provar que eram sólidos e, a partir disso, evoluiu nossa palavra 'sincera'.

## Sinceridade e honestidade
A sinceridade é a maneira franca de falar, enquanto a honestidade é dizer a verdade. Podem parecer sinônimos, mas têm significados diferentes. Uma pessoa que trai outra em um relacionamento, por exemplo, pode ser sincera ao dizer que traiu, mas não honesta em agir em detrimento da confiança e dos sentimentos alheios.

## Sociedades confucionistas
Além da cultura ocidental, a sinceridade é notadamente desenvolvida como uma virtude nas sociedades confucionistas (China, Coréia e Japão). O conceito de chéng (誠、诚) - como exposto em dois dos clássicos confucionistas, o Da Xue e o Zhong Yong - é geralmente traduzido como sinceridade. Assim como no Ocidente, o termo implica uma congruência de reconhecimento e sentimento interior, mas o sentimento interior é, por sua vez, idealmente sensível à propriedade ritual e à hierarquia social. O analectos de Confúcio contêm a seguinte declaração no capítulo I: "主忠信。毋友不如己者。過，則勿憚改。" (Mantenha a fidelidade e a sinceridade como primeiros princípios. Então, nenhum amigo não seria como você (todos os amigos seriam tão leais quanto você. Se você cometer um erro, não tenha medo de corrigi-lo.). Assim, ainda hoje, um líder poderoso elogia os líderes de outras esferas como "sinceros", na medida em que conhecem seu lugar no sentido de desempenhar um papel no drama da vida. Em japonês, o caráter de chéng pode ser pronunciado makoto, e carrega ainda mais fortemente o senso de confissão e crença leais.